# Adolf Hirsch
Ne pas confondre avec l'astronome suisse Adolphe Hirsch (1830-1901).
Pour les articles homonymes, voir Hirsch.
Adolf Hirsch, né le 15 février 1866 à Munich et décédé le 19 avril 1931 à Vienne, connu aussi sous le pseudonyme d'Adolfi, est un compositeur de chansons viennoises, chanteur folklorique, éditeur de musique et directeur de théâtre autrichien.

## Biographie
Adolf Hirsch est le fils du chanteur populaire Albert Hirsch et de sa femme Minna Hänlein. Il est l'élève d'Anton Bruckner au Conservatoire de Vienne. Il veut devenir chef d'opéra, mais en raison d'un problème aux yeux, il doit abandonner ce projet.
En 1904, il est chef d'orchestre à la salle de concert Fideles Haus. En 1914, il fonde dans la Salvatorgasse son propre établissement de divertissement Zum dummen Kerl. Il déménage dans les années 1920 dans la Mariahilferstrasse. Il compose la plupart de ses chansons viennoises (Wienerlieder) sur ses propres textes. Il obtient avec ses compositions de nombreux succès. Doué d'une grande mémoire musicale, il est capable de satisfaire toutes les demandes du public.
Il publie la plupart de ses œuvres sous le pseudonyme d'Adolfi.
Après l' «Anschluss» de l'Autriche en 1938, plusieurs de ses œuvres sont détruites à cause de ses origines juives.
Il est inhumé au Cimetière central de Vienne le 22 avril 1931.

## Œuvres principales

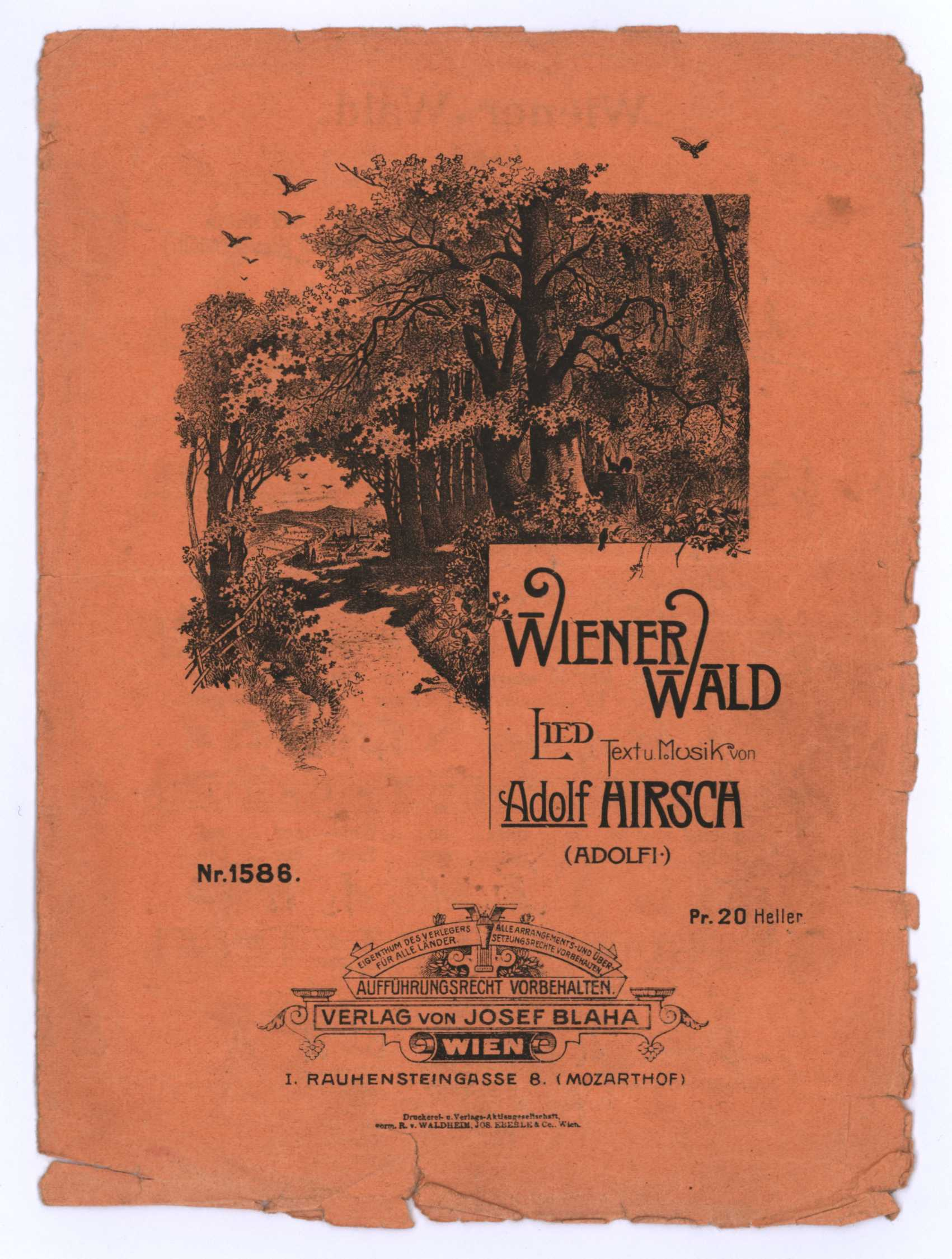
Page de titre des Wiener-Wald

- Deutschmeisteredelknaben. Biographie en 9 scènes.
- Dirndl am Kirtag. Valse pour chant et piano
- Durch den Acker. Chœur
- Geh’ sei g’scheidt. Lied.
- Gel’, du bist mei liabes Schatzerl. Lied. Texte de Siegmund Sträussler.
- Der Firmling. farce en un acte.
- Hausfreundpolka. Lied. Texte de Robert Weil.
- Herzensdieb. Lied.
- Ich auch. Chœur.
- Juchhe, die Krone geht in d’Höhe! Lied
- Kommis und Prinzipal. Scène comique. 1888.
- Die Maurergräfin. Pièce populaire
- Mei Wean siech’ i wieder. Lied
- Mein Schatzerl! Chanson viennoise
- Mit einem Mäderl im Separederl. Lied.
- Pfirt Gott, du alter Linagrab’n.
- Praterleben. Marche.
- Steigt das Tröpferl ’nei ins Köpferl. Lied.
- Wann i a saubers Maderl siech. Chanson viennoise
- Wann’s die Geigen hamlich streicheln. Chanson viennoise
- Wia si der Weana ’n Himmel vurstellt. Chanson viennoise
- Das Weaner Lied, das hat au Schau. Couplet.
- Wiener Wald. Lied.
- Zeiserl, Zeiserl, bleib’ im Häuserl. Lied. Texte de Leo Einöhrl.